# Ronald H. Coase
Ronald Harry Coase [ˈkoʊs]IPA (29. prosince 1910 Willesden, Anglie – 2. září 2013 Chicago, USA) byl britský ekonom a profesor ekonomie na Chicagské univerzitě práva. 

## Životopis
Poté, co studoval externí program Londýnské univerzity v letech 1927 až 1929, kde studoval společně s Arnoldem Plantem, začal navštěvovat London School of Economics. Coase promoval roku 1931 – obdržel titul B.Sc. Svůj doktorát obhájil na téže univerzitě roku 1951. Ve stejném roce emigroval do USA. Nejprve začal vyučovat na univerzitě v Buffalu (University at Buffalo, The State University of New York). V roce 1958 začal učit na univerzitě ve Virginii. Nakonec se v roce 1964 usadil v Chicagu. Začal učit na tamější univerzitě a stal se redaktorem odborného čtvrtletníku Právo a Ekonomie (Journal of Law and Economics). V roce 1991 obdržel Nobelovu cenu.
Coase je znám především pro své dva články: Povaha firmy (1937), který představuje koncept transakčních nákladů, kterým vysvětluje velikost firmy a Problém nákladů společnosti (1960), který předpokládá, že dobře definovaná majetková práva mohou odstranit problémy spojené s pozitivními a negativními externalitami – Coasův teorém.
Coaseho přístup k transakčním nákladům má vliv na moderní teorii organizace, kde byl tento přístup znovupředstaven Oliverem E. Williamsonem.
Coase je také často označován jako „otec“ reformy v politice umístění elektromagnetické vysílací licence v USA založené na jeho článku Federální komunikační komise (1959), kde kritizuje licencování rozsahu/spektra vysílání, a pro které navrhuje pro lepší řešení této otázky (tedy pro lepší poskytování vysílání uživatelům) správně definovat majetková práva.
Dalším důležitým příspěvkem Coase je Coaseova domněnka: neformální argument, že monopolista na trhu trvalého zboží nemá tržní moc, protože je neschopný zavázat se k tomu, že nebude snižovat ceny těchto výrobků v budoucnosti.
Coase vytvořil dobře známou, ale často chybně uváděnou průpovídku: „Pokud údaje dostatečně dlouho mučíte, přiznají se.“